# Pere Portabella i Ràfols
Pere Portabella i Ràfols   (Figueres, 11 de febrer de 1927) és un director, guionista i productor de cinema català. També va exercir com a polític entre 1977 i 1984.
El seu estil artístic és experimental, investigant noves vessants del llenguatge cinematogràfic, amb un to sovint poètic i també amb contingut social, influenciat per la seva ideologia d'esquerres. Destacà com a productor de la pel·lícula Viridiana (1961), de Luis Buñuel, que li comportà problemes amb la censura franquista i fins i tot la retirada del passaport.
Va debutar com a director amb la pel·lícula No compteu amb els dits (1967). Els seus problemes amb la censura van continuar. Tot i que la intentava burlar amb metàfores com la del títol del segon llargmetratge, Nocturn 29 (1968), que al·ludia als anys que havien transcorregut de dictadura, finalment va assumir la possibilitat que la seva obra quedés en la clandestinitat.
Cada estiu reuneix personalitats destacades en la política, la cultura i l'art en la seva residència de Palau-sator en un sopar de suquet de peix.
El juny de 2009 fou guardonat amb el Premi Nacional de Cinema concedit per la Generalitat de Catalunya pel seu documental Mudanza i el Museu de l'Empordà li va dedicar l'exposició La Mirada Portabella. El 21 de desembre del 2011 l'Acadèmia del Cinema Català va anunciar que li concedia el Gaudí d'Honor de l'edició del 2012, «en reconeixement a [sic] la seva trajectòria com a director, guionista i productor amb més de cinc dècades en actiu al món del cinema».

## Biografia
Pere Portabella i Ràfols va néixer l'11 de febrer de 1927 a Figueres. Creixé en una família d'ideologia conservadora i adinerada, el seu pare venia de banquers, militars i notaris, i la mare de família viticultora que posseïa terres al Penedès. Arran de la seva relació amb el règim franquista, la seva família va fer fortuna gràcies als permisos aconseguits per a la fabricació de iogurts per part de l'empresa Danone. Durant la Guerra Civil, el pare va haver de marxar a Burgos i, més tard, a Salamanca on treballà pel govern provisional de Franco. Pere Portabella, a Figueres, va estudiar al col·legi dels Germans de la Doctrina Cristiana. Després de la guerra van anar a viure a Barcelona, concretament al carrer de Balmes i va començar a estudiar a les Escoles Pies de Balmes.
Després d'una educació que el mateix Portabella ha qualificat de «dolenta», va començar a estudiar química a Madrid, però no va acabar la carrera. Aquests anys de joventut van estar marcats pels balls de saló, el jazz i els cotxes veloços que el van mantenir aïllat de la realitat que l'envoltava. A partir d'aquest moment va començar a relacionar-se amb gent del món de l'art i la literatura de Madrid. Va conèixer els pintors Antonio Saura i Antoni Tàpies i l'escultor Eduardo Chillida, entre d'altres. Quan va tornar a Barcelona s'integrà en el grup format per Tàpies, el pintor Modest Cuixart i el poeta Joan Brossa. Ells i altres personalitats del moment es reunien a domicilis propers a la plaça de Molina per a discutir sobre l'art, llegir poesia o fer actuacions teatrals. En aquell moment, Portabella es planteja dedicar-se a l'escultura però ben aviat decideix decanta-se pel cinema on va començar els primers projectes amb l'ajuda del fotògraf Leopoldo Pomés.
Durant els anys 1950, en el seu paper de productor, Portabella va impulsar, a través de Films 59, algunes de les produccions essencials de l'anomenat «realisme crític» cinematogràfic; destaquen en aquest camp pel·lícules com Los golfos de Carlos Saura (1959), El cochecito de Marco Ferreri (1960) i Viridiana de Luis Buñuel (1961). A finals de la dècada del 1960 es va vincular a la formació de l'Escola de Barcelona. Els seus primers films com a director van ser escrits en col·laboració amb el poeta Joan Brossa, i uneixen l'herència de la cultura d'avantguarda vehiculada per Dau al Set amb els llenguatges de ruptura que es van succeir a nivell internacional en la dècada del 1960, i que han estat denominats «nous cinemes».
Entre les seves pel·lícules d'aquella època hi ha No compteu amb els dits (1967) i Nocturno 29 (1968), que inauguren la seva col·laboració ininterrompuda amb el músic Carles Santos. En la primera meitat dels anys 1970, Portabella es va convertir en una figura clau del desenvolupament d'un cinema independent, alternatiu i clandestí, el treball cinematogràfic del qual era indissociable de la seva posició política d'oposició al règim franquista. Films com Cuadecuc, vampir (1970), Umbracle (1971-1972) o la seva sèrie de curtmetratges a propòsit de Joan Miró, juntament amb la seva participació en el Grup de Treball, van constituir intervencions radicals en els àmbits del cinema i de l'art.
Després de la realització d'Informe general (1976), Portabella va obrir un parèntesi en la seva carrera cinematogràfica, que va estar marcat per la seva dedicació a l'àmbit polític i institucional durant l'època de la transició cap a la democràcia. Després d'aquest interval, va reprendre la seva pràctica com a cineasta amb pel·lícules com Pont de Varsòvia (1989), i com a productor, entre d'altres, amb Tren d'ombres (1997), de José Luis Guerín.
Des de l'any 2000, la trajectòria fílmica de Portabella ha tingut un reconeixement internacional en els circuits de l'art contemporani. L'any 2000 el MACBA va produir el projecte expositiu Històries sense argument. El cine de Pere Portabella, un projecte que va viatjar l'any 2003 al Centre Pompidou de París. El 2002 va ser l'únic artista català convidat a la documenta 11 de Kassel. L'any 2007, el MOMA de Nova York va projectar la seva filmografia. Des de llavors, ha rebut nombrosos reconeixements.

## Obra fílmica i teatral

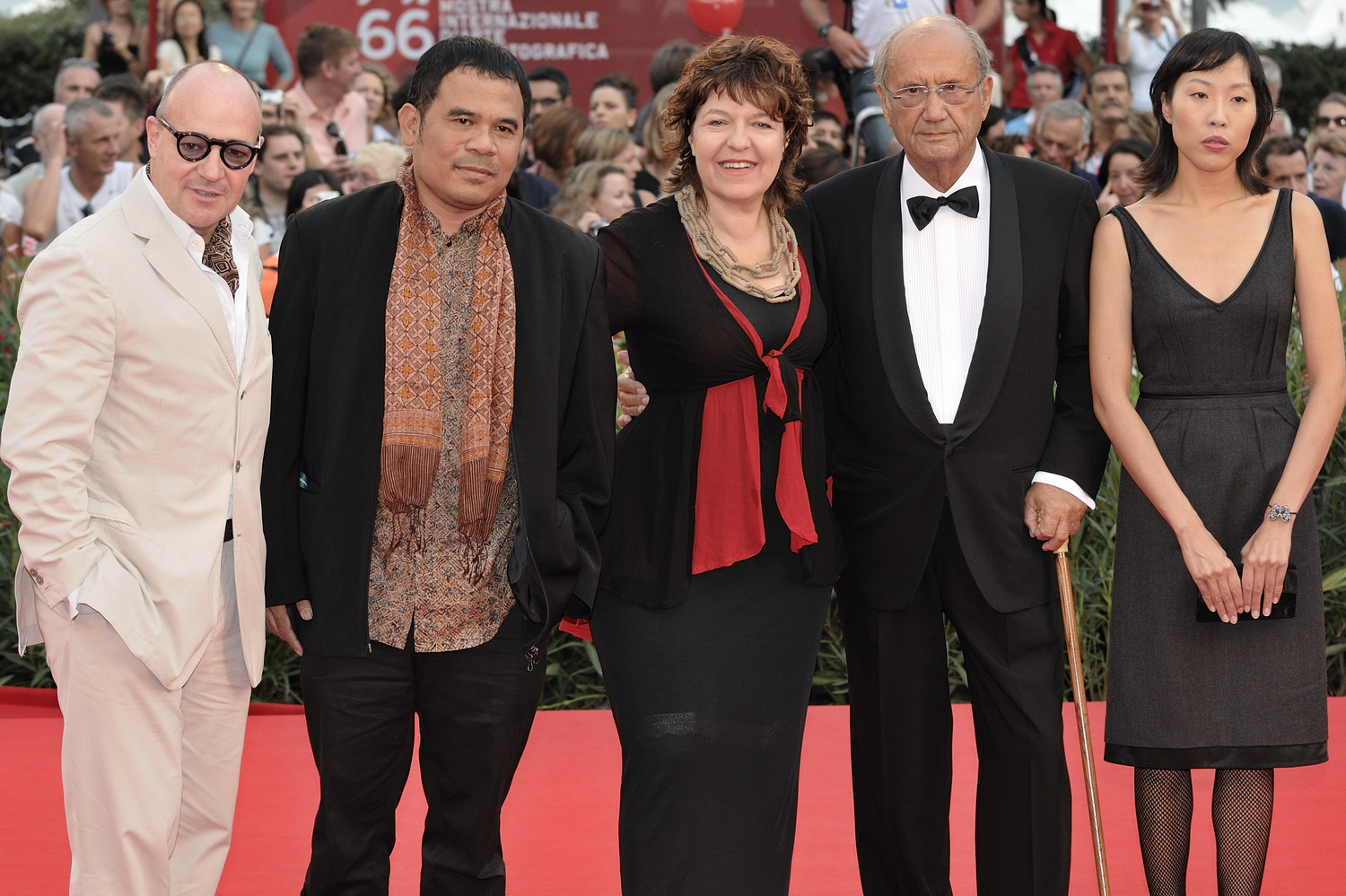
Portabella (segon de la dreta) com a membre del jurat Orizzonti del 66è Festival de Cinema de Venècia (2009)

El cinema de Pere Portabella es caracteritza per explicar històries realistes que retraten ambients quotidians, però, de la mateixa manera, no són històries narratives i poden ocórrer en ambients d'ensomni on la música i els sorolls hi tenen un paper clau, més que les paraules i els diàlegs. Les seves pel·lícules estan unides per una concepció original i creativa del llenguatge.
El compromís polític i antifranquista també és present a la seva obra, ja que es desenvolupa, no només durant el franquisme, sinó durant el Maig francès i les primaveres dels països de l'est. Així doncs, el seu cinema intenta fer encaixar la tradició cinematogràfica amb els moviments moderns. Des de l'any 1959 ha participat en un total 33 films i ha dirigit 2 obres de teatre.

### Llargmetratges
- 1967: No compteu amb els dits amb Joan Brossa
- 1968: Nocturn 29 amb Joan Brossa
- 1970: Cuadecuc, vampir amb Joan Brossa.
- 1972: Umbracle, amb Joan Brossa
- 1973: Advocats laboralistes
- 1974: El sopar
- 1976: Informe general sobre unas cuestiones de interés para una proyección pública

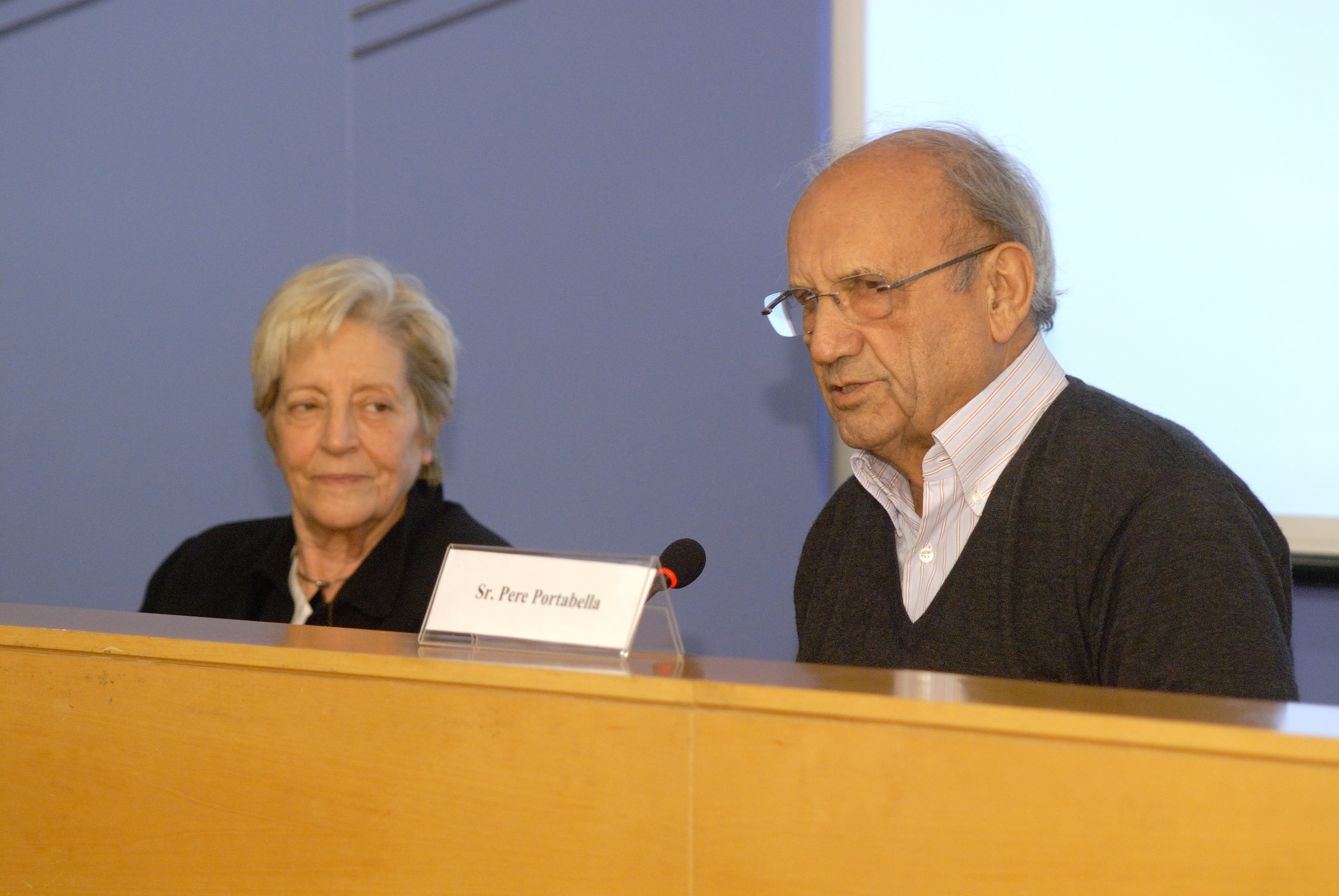
Pere Portabella al MHC el 2008

- 1989: El pont de Varsòvia
- 2007: El silenci abans de Bach[14]
- 2015: Informe General II

### Curtmetratges
- 1969:
  - Miró, l'altre
  - Aidez l'Espagne
  - Premios Nacionales
- 1970: 
  - Poetes catalans
  - Play Back
- 1972: Cantants 72
- 1973:
  - Miró Tapís
  - Miró Forja
  - Acció Santos
- 1992: Art a Catalunya
- 2003:
  - La tempesta
  - Lectura Brossa
- 2004: P.H.N., part del projecte comú de més de 33 cineastes, ¡Hay motivo!
- 2006: No al no
- 2008: Mudanza

### Producció
- 1959:
  - El cochecito
  - Los golfos
- 1961: Viridiana
- 1969: Hortensia / Beancé
- 1970: El desastre de Annual (Un invento sin futuro)
- 1997: Tren d'ombres
- 2010: Dansa als esperits

### Direcció escènica
- 1968: Concert irregular
- 1992: Asdrúbila

## Premis i nominacions

### Premis
- 1999: Creu de Sant Jordi[15]
- 2009: Premi Nacional de Cinema[16]
- 2012: Gaudí d'Honor
- 2022: Doctor honoris causa per la Universitat de Girona[17]

### Nominacions
- 2005: Goya al millor documental per ¡Hay motivo!